# Gangseo-gu, Seoul
Gangseo-gu (Hangul: 강서구, Hanja 江西區:, Hán Việt: Giang Tây Khu) là một quận (gu) của thủ đô Seoul, Hàn Quốc. Quận này có diện tích 41,4 km2, dân số 557.373 người, nằm ở phía nam sông Hán, có 22 phường (dong).

## Phân cấp hành chính
- Balsan-dong (발산동 鉢山洞 Bát Sơn động)
- Banghwa-dong (방화동 傍花洞 Bàng Hoa động)
- Gaehwa-dong (개화동 開花洞 Khai Hoa động) --- được gọi là "beopjeongdong" quản lý bởi Banghwa-dong
- Deungchon-dong (등촌동 登村洞 Đăng Thôn động)
- Gayang-dong (가양동 加陽洞 Gia Dương động)
- Magok-dong (마곡동 麻谷洞 Ma Cốc động) --- được gọi là "beopjeongdong" quản lý bởi Balsan-dong
- Gonghang-dong (공항동 空港洞 Không Cảng động)
- Gwahae-dong (과해동 果海洞 Quả Hải động) --- được gọi là "beopjeongdong" quản lý bởi Gonghang-dong
- Ogok-dong (오곡동 五谷洞 Ngũ Cốc động) --- được gọi là "beopjeongdong" quản lý bởi Gonghang-dong
- Osoe-dong (오쇠동 五釗洞 Ngũ Chiêu động) --- được gọi là "beopjeongdong" quản lý bởi Gonghang-dong
- Hwagok-dong (화곡동 禾谷洞 Hoà Cốc động)
- Yeomchang-dong (염창동 鹽倉洞 Diêm Thương động)

## Điểm thu hút
- Heojun Museum
- SBS Open Hall

## Vận chuyển

### Đường sắt
Airport Railroad Co., Ltd.
- AREX
(Gyeyang-gu, Incheon) ← Sân bay Quốc tế Gimpo → (Goyang), (Eunpyeong-gu)

Seoul Metro
- Tàu điện ngầm Seoul tuyến số 2 Nhánh Sinjeong
(Yangcheon-gu) ← Kkachisan
- Tàu điện ngầm vùng thủ đô Seoul tuyến số 5
Banghwa — Gaehwasan — Sân bay Gimpo — Magok — Balsan — Ujangsan — Hwagok — Kkachisan → (Yangcheon-gu)

Tổng công ty tàu điện ngầm Seoul tuyến 9
- Tàu điện ngầm Seoul tuyến số 9
Gaehwa — Sân bay Gimpo — Siêu thị sân bay — Sinbanghwa — Magongnaru — Yangcheon Hyanggyo — Gayang — Jeungmi — Deungchon — Yeomchang → (Yangcheon-gu)

## Liên kết
- Trang chính thức Lưu trữ ngày 3 tháng 7 năm 2013 tại Wayback Machine